# Fritz Aerni
Fritz Aerni (* 1945 in Basel) ist ein Schweizer Verleger und Autor, Herausgeber der Zeitschrift Physiognomie und Charakter (seit 1982) und Herausgeber der Werke von Carl Huter. Aerni ist Dozent an der von ihm 1972 gegründeten privaten Carl-Huter-Akademie Zürich. Er gründete auch das Carl-Huter-Institut und den Carl Huter-Verlag.

## Leben
Aerni wurde im Februar 1945 in Basel geboren als einziger Sohn einer alleinerziehenden Näherin. Sein Vater war Bauarbeiter. 1956 wurde er, ohne ein Verschulden der Mutter, auf einen Bauernhof verdingt. Er besuchte die Schulen in Gunzgen SO, Dulliken SO, Olten SO und Zürich. Er studierte Psychologie. Seine speziellen Interessen waren damit aber nicht befriedigt. Neben dem allgemeinen Interesse an Psychologie und der Geschichte der Psychologie konzentrierte sich sein Interesse auf die Hutersche Psychophysiognomik. Ihrem Anspruch nach handelt es sich bei der Psychophysiognomik um eine Universalwissenschaft. Ihre wissenschaftlichen Grundlagen sind jedoch umstritten.
1970 gründete Aerni das Carl-Huter-Institut, 1972 die Carl-Huter-Akademie und 1982 den Carl Huter-Verlag. 1982 gründete er die Zeitschrift Physiognomie und Charakter, in der er viele eigene Beiträge veröffentlichte.
Aerni ist seit 1971 verheiratet mit Elisabeth Treier. Zusammen haben sie drei Töchter und einen Sohn.

## Literarisches Werk
Aerni publizierte ab 1982 in der Zeitschrift Physiognomie und Charakter. Er veröffentlichte darin Abhandlungen über die wissenschaftlichen Grundlagen der Psychophysiognomik, mehrheitlich aber konkrete Anwendungen derselben. Besonders viel beachtet wurden seine Analysen von Michael Gorbatschow, von Wladimir Putin und von Donald Trump.
1988 erschien das Lehrbuch der Menschenkenntnis in erster Auflage.
Ab 2013 erschienen in kurzer Folge eine Anzahl Lehr- und Lesebücher zur Huterschen Psychophysiognomik, so 2013 Gesichter sprechen und 2015 Die Physiognomik von Kopf und Gesicht.
Ab 2008 erschienen die fünf Bände zur Geschichte der Physiognomik von der Antike über die Renaissance bis hin zu Johann Caspar Lavater, Franz Josef Gall, Carl Gustav Carus, Theodor Piderit und zu Carl Huter -- und von diesem zu Carl Gustav Jung, Ernst Kretschmer, W. H. Sheldon und anderen bis hin zur Gegenwart mit insgesamt mehr als 3.000 Seiten im Format 17 × 24 cm.
2017 erschien die Biografie Carl Huter -- Leben und Werk. Es ist dies die erste umfassende Biografie der Forscherpersönlichkeit Carl Huter, den Naturwissenschaftler, den Kulturphilosophen und Ethiker.
2020 erschien die von Aerni kommentierte Neuausgabe des Huterschen Hauptwerkes Menschenkenntnis in einem Band. Die Erstausgabe dieses Werkes erschien in fünf Bänden von 1904 bis 1906.
Außerdem konnte Aerni eine Vielzahl kleinerer Publikationen von Carl Huter neu auflegen.

## Schriften (Auswahl)
als Autor
- Huter und Lavater. Von der Gefühlsphysiognomik zur Psychologie und Psychophysiognomik. 1984
- Die schöpferischen Kräfte im Menschen. 1984
- Carl Huter. Leben und Werk des Begründers der Psychophysiognomik und Kallisophie. 1986, 2. Auflage 2011, 3. Auflage 2017. ISBN 978-3-03741-132-2
- Adolf Hitler und die Physiognomik. 2001
- Lehrbuch der Menschenkenntnis. Einführung in die Hutersche Psychophysiognomik und Kallisophie. 1988, 3. Auflage 2003. ISBN 978-3-03741-109-4
- Mit Antonia Aerni. Gestehen Sie endlich!. Polizei und Justiz in der Kritik. Carl-Huter-Verlag, 2005. ISBN 3-03741-101-5
- Wie es ist, Verdingkind zu sein. 2004, 3. Auflage 2005, ISBN 978-3-03741-114-8
- Begabung, Talent und Genie; Das Feststellen der beruflichen Begabungen und Talente sowie der Motivation und Energie zur Entfaltung derselben auf der Grundlage der Huterschen Psychophysiognomik. Carl-Huter-Verlag, 6. Auflage, 2015. ISBN 978-3-03741-316-6
- Gesichter sprechen. Carl-Huter-Verlag. 2009, 2. Auflage 2016. ISBN 978-3-03741-131-5
- Carl Huter und die Folgen. 2012. ISBN 978-3-03741-128-5
- Physiognomik – ein Aufbruch. Geschichte der Physiognomik, 1. Band. Carl-Huter-Verlag. 2008. ISBN 978-3-03741-112-4
- Von Lavater zu Huter. Geschichte der Physiognomik, 2. Band. Carl-Huter-Verlag. 2014. ISBN 978-3-03741-315-9
- Die Physiognomik von Kopf und Gesicht. Carl-Huter-Verlag. 2015. ISBN 978-3-03741-130-8
- Naturell und Temperament. Carl-Huter-Verlag. 2013. ISBN 978-3-03741-115-5

als Herausgeber
- Carl Huter: Menschenkenntnis durch Körper-, Lebens-, Seelen- und Gesichtsausdruckskunde auf neuen wissenschaftlichen Grundlagen. Erstausgabe in fünf Bänden von 1904 bis 1906. Kommentierte Neuauflage 2020. ISBN 978-3-03741-133-9
- Carl Huter: Illustriertes Handbuch der Menschenkenntnis. Erstausgabe 1911, Neuauflage 2016. ISBN 978-3-03741-124-7
- Carl Huter: Individuum und Universum. Verfasst 1896. Neuauflage 2003. ISBN 978-3-03741-303-6
- Carl Huter: Huter und Haeckel. Der Kampf zwischen zwei Weltanschauungen. Erstausgabe 1909. Neuauflage 2004. ISBN 978-3-03741-305-0
- Eric Sigrist: Lebensbilder aus Äthiopien. 2008. ISBN 978-3-03741-108-7